# Azteca (insecto)
Azteca es un género de hormigas, familia Formicidae, subfamilia Dolichoderinae. Son endémicas del Neotrópico. Es un género muy diverso, con 84 especies vivientes y dos fósiles. La mayoría son especies arbóreas, algunas son simbióticas con plantas, principalmente Cecropia.

## Especies
- Azteca adrepens Forel, 1911
- Azteca aesopus Forel, 1908
- Azteca alfari Emery, 1893
- †Azteca alpha Wilson, 1985
- Azteca andreae Guerrero, Delabie & Dejean, 2010
- Azteca angusticeps Emery, 1893
- Azteca aragua Longino, 1991
- Azteca aurita Emery, 1893
- Azteca australis Wheeler, 1942
- Azteca barbifex Forel, 1906
- Azteca beltii Emery, 1893
- Azteca bequaerti Wheeler & Bequaert, 1929
- Azteca brevicornis (Mayr, 1878)
- Azteca brevis Forel, 1899
- Azteca chartifex Emery, 1896
- Azteca christopherseni Forel, 1912
- Azteca coeruleipennis Emery, 1893
- Azteca constructor Emery, 1896
- Azteca cordincola Forel, 1921
- Azteca coussapoae Forel, 1904
- Azteca crassicornis Emery, 1893
- Azteca delpini Emery, 1893
- Azteca depilis Emery, 1893
- Azteca diabolica Guerrero, Delabie & Dejean, 2010
- Azteca duckei Forel, 1906
- Azteca duroiae Forel, 1904
- Azteca emeryi Forel, 1904
- †Azteca eumeces Wilson, 1985
- Azteca fasciata Emery, 1893
- Azteca flavigaster Longino, 2007
- Azteca forelii Emery, 1893
- Azteca foveiceps Wheeler, 1921
- Azteca gnava Forel, 1906
- Azteca godmani Forel, 1899
- Azteca goeldii Forel, 1906
- Azteca huberi Forel, 1906
- Azteca hypophylla Forel, 1899
- Azteca iheringi Forel, 1915
- Azteca instabilis (Smith, 1862)
- Azteca isthmica Wheeler, 1942
- Azteca jelskii Emery, 1893
- Azteca juruensis Forel, 1904
- Azteca lallemandi Forel, 1899
- Azteca lanuginosa Emery, 1893
- Azteca lattkei Longino, 1991
- Azteca laurae Guerrero, Delabie & Dejean, 2010
- Azteca linamariae Guerrero, Delabie & Dejean, 2010
- Azteca longiceps Emery, 1893
- Azteca lucida Forel, 1899
- Azteca luederwaldti Forel, 1909
- Azteca mayrii Emery, 1893
- Azteca merida Longino, 1991
- Azteca minor Forel, 1904
- Azteca muelleri Emery, 1893
- Azteca nanogyna Longino, 2007
- Azteca nigra Forel, 1912
- Azteca nigricans Forel, 1899
- Azteca oecocordia Longino, 2007
- Azteca olitrix Forel, 1904
- Azteca ovaticeps Forel, 1904
- Azteca paraensis Forel, 1904
- Azteca petalocephala Longino, 1991
- Azteca pilosula Forel, 1899
- Azteca pittieri Forel, 1899
- Azteca polymorpha Forel, 1899
- Azteca quadraticeps Longino, 2007
- Azteca salti Wheeler & Darlington, 1930
- Azteca sapii Forel, 1912
- Azteca schimperi Emery, 1893
- Azteca schumannii Emery, 1893
- Azteca sericea (Mayr, 1866)
- Azteca sericeasur Longino, 2007
- Azteca severini Emery, 1896
- Azteca snellingi Guerrero, Delabie & Dejean, 2010
- Azteca stanleyuli Forel, 1921
- Azteca stigmatica Emery, 1896
- Azteca subopaca Forel, 1899
- Azteca tachigaliae Forel, 1904
- Azteca theresiae Forel, 1899
- Azteca tonduzi Forel, 1899
- Azteca trailii Emery, 1893
- Azteca trianguliceps Forel, 1912
- Azteca trigona Emery, 1893
- Azteca ulei Forel, 1904
- Azteca velox Forel, 1899
- Azteca xanthochroa (Roger, 1863)